# Las Malvinas (Piura)
Las Malvinas es una villa peruana ubicada en el distrito de La Arena, perteneciente a la provincia y departamento de Piura, al norte del Perú. 

## Ubicación
Las Malvinas se ubica al oeste de la provincia de Piura, en el distrito de La Arena, en el departamento de Piura.

## Demografía
En 2017 Las Malvinas tenía una población de 3921 habitantes.
| Gráfica de evolución demográfica de Las Malvinas entre 1993 y 2017 |
|                                                                    |
| Fuentes: Población 1993 y 2017                                     |